# 塔亨湖 (斯圖加特)
48°49′16″N 9°07′26″E / 48.821159°N 9.123857°E

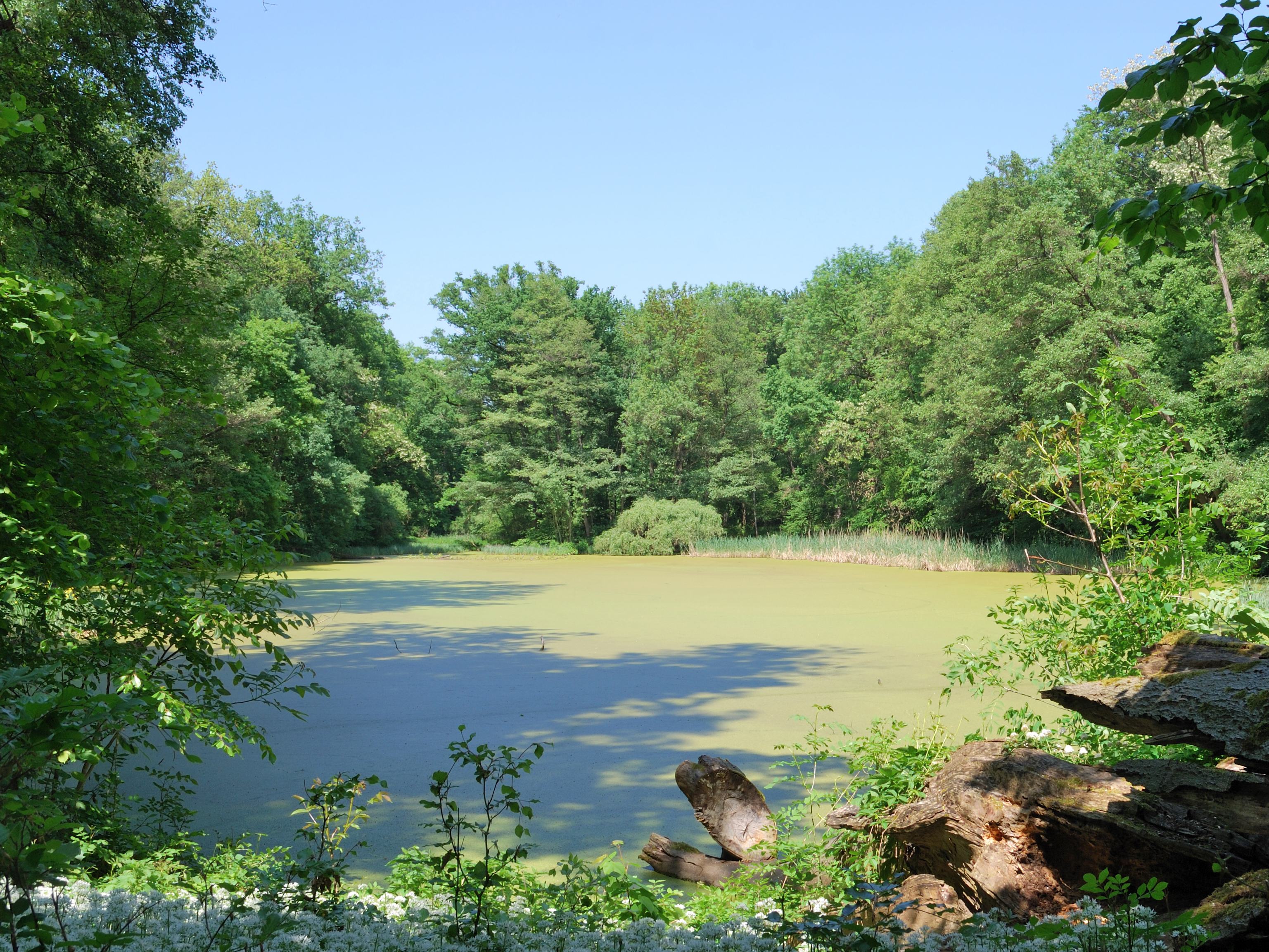

塔亨湖（德語：Tachensee），是德國的湖泊，位於該國西南部，由巴登-符騰堡州負責管轄，處於斯圖加特，長0.1公里、寬0.1公里，面積0.6平方公里，海拔高度311米。